# Горно-Драглиште
Горно-Драглиште (болг. Горно Драглище) — село в Благоевградской области Болгарии. Входит в состав общины Разлог. Находится примерно в 8 км к северо-востоку от центра города Разлог и примерно в 35 км к востоку от центра города Благоевград. По данным переписи населения 2011 года, в селе  проживало 944 человека, преобладающая национальность — болгары.

## Население
| Год     | 1934 | 1946 | 1956 | 1965 | 1975 | 1985 | 1992 | 2001 | 2011 |
| ------- | ---- | ---- | ---- | ---- | ---- | ---- | ---- | ---- | ---- |
| Жителей | 956  | 1052 | 999  | 1058 | 1197 | 1189 | 1171 | 1104 | 944  |

|  |